# Процесс Синявского и Даниэля
Процесс Синявского и Даниэля — уголовный процесс в СССР против писателей Андрея Синявского и Юлия Даниэля. Они были арестованы осенью 1965 года, судебные заседания проходили 10—14 февраля 1966 года в Мособлсуде. Процесс вёлся председателем Верховного суда РСФСР Львом Смирновым. Обвинительный приговор вызвал международный скандал и протесты внутри страны, положившие начало диссидентского движения в СССР.

## Публикации
Поскольку в СССР художественные произведения этих писателей не печатались, они переправляли их на Запад, где они публиковались под псевдонимами Абрам Терц (Синявский) и Николай Аржак (Даниэль). Произведения вывозила Элен Пельтье-Замойская, дочь военно-морского атташе Франции, с которой был знаком Синявский.
Жена Синявского Мария Розанова позднее рассказывала: «Может быть, случилось это только потому, что Андрей Синявский согласился на неё доносить, да, расписался в КГБ, что будет, а потом пошёл к ней и всё рассказал. И что и как доносить, они уже решали вместе».
Когда КГБ установил их авторство, они были арестованы (Синявский — 8 сентября, Даниэль — 12 сентября 1965 года) и отданы под суд.
Существуют различные версии того, как КГБ удалось раскрыть псевдонимы Синявского и Даниэля. В частности, существуют утверждения, что их выдал друг Синявского Сергей Хмельницкий.
Евгений Евтушенко утверждал, что Роберт Кеннеди рассказал ему («запершись в ванне и включив воду»), что Синявского и Даниэля выдало ЦРУ, «чтобы отвлечь общественное мнение от политики США, продолжавших непопулярную войну во Вьетнаме, и перебросить внимание общественности на СССР, где преследуют диссидентов». В начале 1970-х годов Евтушенко рассказывал Даниэлю, что СССР заплатил ЦРУ за раскрытие псевдонимов чертежами новой подводной лодки. Диссидент Сергей Григорьянц называет эти россказни Евтушенко «дикими» и «много раз опровергнутыми».
Сын Ю. Даниэля Александр писал: «О том, как КГБ узнал о том, кто такие Абрам Терц и Николай Аржак, в точности не известно до сих пор, однако утечка информации, безусловно, произошла за пределами СССР: Ю. Даниэлю на допросе показали правленый его рукой экземпляр его повести „Искупление“, который мог быть найден только за рубежом».
Возможно, что Синявский и Даниэль проговорились о своём авторстве каким-либо знакомым, которые их выдали, однако последняя версия не объясняет, откуда в КГБ появилась находившаяся за пределами СССР рукопись или её копия.
Уже в январе 1962 года в журнале «Иностранная литература» появляется большая статья его главного редактора Бориса Рюрикова «Социалистический реализм и его ниспровергатели» с беспощадной критикой как антисоветских и клеветнических всего двух публикаций, появившихся за несколько лет на Западе: небольшого исследования «Что такое социалистический реализм» и повести «Суд идёт».

## Обвинения и суд
Писателей обвинили в написании и передаче для напечатания за границей произведений, «порочащих советский государственный и общественный строй». Даниэль был обвинён в написании двух повестей — «Говорит Москва» и «Искупление», и двух рассказов — «Руки» и «Человек из МИНАПа», Синявский — в написании повестей «Суд идёт» и «Любимов», и статьи «Что такое социалистический реализм», а также в том, что пересылал за границу произведения Даниэля и участвовал в пересылке для издания под псевдонимом «И. Иванов» произведений Андрея Ремезова.
Пропагандистское сопровождение судебного процесса курировал Зам. зав. Отделом пропаганды и агитации ЦК КПСС А. Н. Яковлев
Процесс подробно освещался в «Известиях» и «Литературной газете».
В частности, репортажи из зала суда вёл журналист «Известий» Юрий Феофанов (25.08.1925-24.02.2009):
На протяжении нескольких лет они [подсудимые] сочиняли антисоветские пасквили и переправляли их в зарубежные буржуазные издательства. Там охотно печатали стряпню, направленную против нашей Родины. Печатали на многих языках, снабжали антисоветскими предисловиями и широко распространяли. Наш закон устанавливает, что антисоветская литература - это литература, содержащая призывы к подрыву или ослаблению Советской власти? А подсудимые прямо призывали к борьбе с нашим строем, нашей моралью.
Нет, всё это далеко не так невинно, как пытается представить Даниэль. Перед судом предстаёт преступник. Не противник, который открыто, в честной дискуссии отстаивает свои взгляды, а злобный враг. Он кусал исподтишка, тайком пересылая рукописи в явно антисоветские издательства и редакции. Факты свидетельствуют об этом неопровержимо.
Но всё-таки где же причины падения двух людей, считавших себя интеллигентными? Одной из них, мне кажется, является крайняя идейная распущенность, моральная безответственность подсудимых. Полная утрата ими гражданских, патриотических чувств родила ненависть к нашему государственному строю, к идеям коммунизма, к образу жизни советских людей. Всё это привело подсудимых к прямым враждебным действиям.
Синявский и Даниэль не признали себя виновными.
Синявский в последнем слове назвал себя «советским человеком»:
Возникает вопрос: что такое агитация и пропаганда, а что художественная литература? Позиция обвинения такая: художественная литература – форма агитации и пропаганды; агитация бывает только советская и антисоветская; раз не советская, значит, антисоветская. Я с этим не согласен. <...>
Тут начинает действовать закон «или-или», иногда он действует правильно, иногда – страшно. Кто не за нас, тот против нас. В какие-то периоды – революция, война, гражданская война – эта логика может быть и правильна, но она опасна применительно к спокойному времени, применительно к литературе. У меня спрашивают: где положительный герой. Ах нет? А-а, не социалист? Не реалист? А-а, не марксист? А-а, фантаст? А-а, идеалист? Да ещё за границей! Конечно, контрреволюционер! <...>
Но я не отношу себя к врагам, я советский человек, и мои произведения – не вражеские произведения.
Даниэль в последнем слове высказался против сталинизма:
<...> почему я написал повесть «Говорит Москва»? Я отвечал: потому что я чувствовал реальную угрозу возрождения культа личности. Мне возражают: при чём здесь культ личности, если повесть написана в 1960–61 году. Я говорю: это именно те годы, когда ряд событий заставил думать, что культ личности возобновляется. <...>
По поводу другого моего произведения – то же самое: почему вы написали «Искупление»? Я объясняю: потому что считаю, что все члены общества ответственны за то, что происходит, каждый в отдельности и все вместе. <...>
Нам говорят: оцените свои произведения сами и признайте, что они порочны, что они клеветнические. Но мы не можем этого сказать, мы писали то, что соответствовало нашим представлениям о том, что происходило. Нам взамен не предлагают никаких других представлений, не говорят, были такие преступления или не были, не говорят, что нет, люди не ответственны друг за друга и за своё общество, – просто молчат, не говорят ничего. Все наши объяснения, как и сами произведения, написанные нами, повисают в воздухе, не принимаются в расчёт. <...>
Ну как доказать антисоветскую сущность Синявского и Даниэля? Тут применялось несколько приёмов. Самый простой, лобовой приём – это приписать мысли героя автору; тут можно далеко зайти. Напрасно Синявский считает, что только он объявлен антисемитом – я, Даниэль Юлий Маркович, еврей, – тоже антисемит. <...>
Обвинительное заключение построено в большей части на отзыве Главлита. Вот в отзыве Главлита говорится буквально следующее: «Автор считает возможным в нашей стране проведение Дня педераста». А на самом деле речь идёт о приспособленце, цинике, художнике Чупрове, что он хоть про День педераста станет плакаты писать, лишь бы заработать, это про него главный герой говорит. Кого он тут осуждает – советскую власть или, может, другого героя? <...>
И я вовсе не старался, как тут говорил Васильев, изобразить дело так, будто я занимаюсь изящной словесностью; я не пытаюсь уйти от политического содержания моих произведений. <...>
Как нас ещё обвиняют? Критика определенного периода выдается за критику всей эпохи, критика пяти лет – за критику пятидесяти лет, если даже речь идет о двух-трёх годах, то говорят, что это про всё время. <...>
Как мы оба говорили на предварительном следствии и здесь, мы глубоко сожалеем, что наши произведения использовали во вред реакционные силы, что тем самым мы причинили зло, нанесли ущерб нашей стране. Мы этого не хотели. У нас не было злого умысла, и я прошу суд это учесть.

## Приговоры
Даниэль был осуждён на 5 лет лагерей по предъявленной ему статье 70 УК РСФСР «антисоветская агитация и пропаганда».
Синявский был приговорён к 7 годам лишения свободы в исправительно-трудовой колонии строгого режима по предъявленной ему статье 70 УК РСФСР «антисоветская агитация и пропаганда».
17 февраля советская пресса сообщила:
Четыре дня в открытом судебном заседании слушалось уголовное дело А. Д. Синявского и Ю. М. Даниэля. Судебное следствие сорвало маску с авторов антисоветских «творений», широко публиковавшихся в зарубежной буржуазной и эмигрантской  печати.
Материалы обвинения, показания самих подсудимых, свидетелей, экспертизы, предъявленные документы неопровержимо доказали: Синявский и Даниэль клеветали на социалистическую Родину, её народ, дали в руки врага идеологическое оружие в борьбе против Советского государства.
Судебная коллегия по уголовным делам Верховною суда РСФСР в составе: председателя Верховного суда РСФСР Л. Н. Смирнова, народных заседателей Н. А. Чечиной и П. Б. Соколова признала Синявского и Даниэля виновными в соответствии с частью первой статьи 70 Уголовного кодекса РСФСР.
Суд приговорил: Синявского А. Д. к семи годам заключения в исправительно-трудовой колонии строгого режима, Даниэля Ю. М. — к пяти годам заключения в исправительно-трудовой колонии строгого режима.
Присутствующие в зале представители трудящихся, общественности и Московской писательской организации встретили решение суда аплодисментами.
Клеветники получили по заслугам!

## Реакция общественности
Многие писатели считали процесс Даниэля и Синявского противозаконным и протестовали против их осуждения.
На международном уровне против приговора протестовали президент ПЕН-клуба Артур Миллер, романист Альберто Моравиа и даже Луи Арагон.
В газете «Таймс» было опубликовано письмо всемирно знаменитых писателей (всего — 48 подписей, среди них — Франсуа Мориак, Генрих Белль, Гюнтер Грасс, Альберто Моравиа, Артур Миллер, Грэм Грин, Айрис Мердок, Джон Уэйн): 
Мы верим в правоту этих писателей и в то, что их произведения будут опубликованы на родине, и поэтому вновь обращаемся к совести и чувствам советских руководителей и просим освободить двух наших коллег, чьи книги считаем серьёзным вкладом в современную литературу.
В защиту свободы писателей выступил журнал Итальянской компартии «Ринашита», в частности, опубликовав статью Витторио Страды.
В поддержку Синявского и Даниэля выступали актёр Игорь Кваша, литературовед Вячеслав Иванов, критики Ирина Роднянская и Юрий Буртин, поэт-переводчик Анатолий Якобсон, искусствоведы Юрий Герчук и Игорь Голомшток, художник-реставратор Николай Кишилов, научный сотрудник АН СССР Вадим Меникер, писатели Лев Копелев, Лидия Чуковская, Владимир Корнилов, Константин Паустовский.
Как пишет Семичастный в своей записке,
начиная с декабря 1965 года, в Москве состоялись выступления в защиту Синявского и Даниэля и памяти жертв сталинизма. Участники требовали пересмотра законов, отдельных статей Уголовного кодекса, освобождения из-под стражи задержанных органами КГБ распространителей антисоветских документов.
Действия участников сборищ не носили случайного характера. Они инспирировались и готовились людьми, которые задались целью опорочить советский строй. В их числе были Вольпин, Якир, Гинзбург и другие. Неблаговидную роль в этом деле играли Снегов, Генри, Петровский, Балтер, Костерин, Некрич, Чуковская, а также некоторые учёные и деятели культуры, подписавшие ряд сомнительных документов.
Эта группа в количестве 35–40 человек изготовляла и распространяла антисоветскую литературу и проводила манифестации. Она была связана с зарубежной антисоветской организацией НТС, лидеры которой направляли прямые инструкции отдельным членам этой группы.
В связи с этим Прокуратурой СССР и КГБ были привлечены к уголовной ответственности: Гинзбург, Галансков, Добровольский, Лашкова, Радзиевский, Кушев, Хаустов, Буковский, Делоне и Габай.

13 января 1966 года, за месяц до начала суда, секретарь правления Московской писательской организации Дмитрий Ерёмин опубликовал в «Известиях» статью «Перевёртыши» про Синявского и Даниэля: 
Противно цитировать пошлости, которыми пестрят страницы их книг. Оба с болезненным сладострастием копаются в сексуальных и психопатологических „проблемах“. Оба демонстрируют предельное нравственное падение. Оба выплёскивают на бумагу всё самое гнусное, самое грязное. <...>
Нашу Советскую Армию, бессмертный подвиг которой спас народы Европы от истребления гитлеризмом, эти „сочинители“ пытаются очернить, оклеветать. <...>
Антисоветчик в роли наставника советских писателей – какое бесстыдство! Какое наглое лицемерие! Какая наглядная демонстрация нравственного падения! Одной рукой он голосует «за», другую – со злорадным кукишем держит в кармане. <...>
Речь идёт об отщепенцах, поступивших на службу к самым оголтелым, самым разнузданным врагам коммунизма. <...>
По существу говоря, это выстрелы в спину народа, борющегося за мир на земле, за всеобщее счастье. Такие действия нельзя рассматривать иначе, как враждебные отношению к Родине.

15 февраля «Литературная газета» опубликовала письмо профессоров и преподавателей филологического факультета МГУ, осуждающее Синявского: 
Мы не можем не выразить публично своего отношения к беспринципной деятельности Андрея Синявского. <...> сочинения Терца полны ненависти к коммунизму, к марксизму и славным свершениям в нашей стране на протяжении всей истории Советского государства.
 Письмо подписали: А. Г. Соколов, декан факультета; А. Н. Соколов, профессор; С. М. Бонди, профессор; А. И. Метченко, профессор; В. И. Кулешов, профессор; В. В. Ивашева, профессор; В. Н. Турбин, старший преподаватель; В. П. Неустроев, профессор; Н. А. Глаголев, профессор; Е. П. Любарева, доцент; О. С. Ахманова, профессор; Л. Г. Андреев, доцент; Р. А. Будагов, профессор; Н. С. Чемоданов, профессор; Н. М. Гайденков, профессор; П. А. Николаев, доцент; П. Ф. Юшин, доцент; К. В. Горшкова, доцент.
17 февраля 1966 на очередном заседании секретариата правления Московского отделения Союза писателей РСФСР был рассмотрен вопрос об антисоветской деятельности Синявского А. Д., члена Союза писателей с 1960 года. Секретариат правления Московской организации Союза писателей РСФСР единогласно постановил исключить Синявского А. Д. из членов Союза писателей СССР как двурушника и клеветника, поставившего свое перо на службу кругов, враждебных Советскому Союзу.
В марте Всеволод Кочетов в своей статье «Скверное ремесло» поставил имя Синявского в один ряд с нацистским преступником Рудольфом Гессом. Кочетов заявил, что бывший советский критик совершал литературные убийства «во имя продления на земле владычества денежных мешков».
Но главным общественным обличителем обвиняемых выступил Михаил Шолохов, который на XXIII съезде КПСС, открывшемся через месяц после процесса над Синявским и Даниэлем, докладывал (стиль сохранён):
Попадись эти молодчики с чёрной совестью в памятные 20-е годы, когда судили не опираясь на строго разграниченные статьи уголовного кодекса, а руководствуясь революционным правосознанием… (бурные аплодисменты)…
Ох, не ту меру наказания получили бы эти оборотни! (бурные аплодисменты).
А тут, видите ли, ещё рассуждают о суровости приговора! Мне ещё хотелось бы обратиться к зарубёжным защитникам пасквилянтов: не беспокойтесь, дорогие, за сохранность у нас критики. Критику мы поддерживаем и развиваем, она остро звучит и на нынешнем нашем съезде. Но клевета — не критика, а грязь из лужи — не краски из палитры художника!
Леонид Брежнев в своей речи на том же XXIII съезде партии сказал примирительно:
К сожалению, встречаются и такие ремесленники от искусства, которые вместо помощи народу избирают своей специальностью очернение нашего строя, клевету на наш героический народ. Конечно, таких людей у нас единицы.

### Письма писателей
После суда об освобождении Синявского и Даниэля ходатайствовали («письмо 62-х»): А. Н. Анастасьев, А. А. Аникст, Л. А. Аннинский, П. Г. Антокольский, Б. А. Ахмадулина, С. Э. Бабёнышева, В. Д. Берестов, К. П. Богатырёв, З. Б. Богуславская, Ю. Б. Борев, В. Н. Войнович, Ю. О. Домбровский, Е. Я. Дорош, А. В. Жигулин, А. Г. Зак, Л. А. Зонина, Л. Г. Зорин, Н. М. Зоркая, Т. В. Иванова, Л. Р. Кабо, В. А. Каверин, Ц. И. Кин, Л. З. Копелев, В. Н. Корнилов, И. Н. Крупник, И. К. Кузнецов, Ю. Д. Левитанский, Л. А. Левицкий, С. Л. Лунгин, Л. З. Лунгина, С. П. Маркиш, В. З. Масс, О. Н. Михайлов, Ю. П. Мориц, Ю. М. Нагибин, И. И. Нусинов, В. Ф. Огнев, Б. Ш. Окуджава, Р. Д. Орлова, Л. С. Осповат, Н. В. Панченко, М. А. Поповский, Л. Е. Пинский, С. Б. Рассадин, Н. В. Реформатская, В. М. Россельс, Д. С. Самойлов, Б. М. Сарнов, Ф. Г. Светов, А. Я. Сергеев, Р. С. Сеф, Л. И. Славин, И. Н. Соловьёва, А. А. Тарковский, А. М. Турков, И. Ю. Тынянова, Г. С. Фиш, К. И. Чуковский, Л. К. Чуковская, В. Т. Шаламов, М. Ф. Шатров, В. Б. Шкловский, И. Г. Эренбург («Литературная Газета», 19/11, 1966 г.).
В ответной статье Секретариат Союза Советских писателей — К. А. Федин, Н. С. Тихонов, К. М. Симонов, В. А. Смирнов, Л. С. Соболев, С. В. Михалков, А. А. Сурков — высказался против Синявского и Даниэля.

По другим источникам, Константин Симонов высказался против Синявского, однако его мнение не было опубликовано: 
Синявский, на мой взгляд, заслуживает презрения не только как политической двурушник. Числя себя русским интеллигентом, он в своей повести «Любимов», которую я имел неприятную обязанность прочесть, осмеливается писать о своём родном народе с таким высокомерным хамством, что уже одним этим ставит себя вне рядов русской интеллигенции.

### Митинг гласности
5 декабря 1965 года (День Конституции) на Пушкинской площади состоялся митинг в поддержку Даниэля и Синявского. В число участников входили Александр Есенин-Вольпин, Валерий Никольский, Юрий Титов, Юрий Галансков, Владимир Буковский. Митингующие требовали освободить Даниэля и Синявского, а также «уважать собственную Конституцию». Прямо с площади на допрос были увезены А. Есенин-Вольпин, Ю. Галансков, А. Шухт и др. Допрос продолжался два часа, впоследствии участники были отпущены.

### Самиздат о деле Синявского и Даниэля
В самиздате распространялись открытые обращения к деятелям науки и искусства, с описаниями процесса Синявского и Даниэля, предупреждающие об опасности повторения сталинских репрессий в случае молчаливого одобрения таких процессов обществом.
Широкую известность получило открытое письмо Л. К. Чуковской к М. А. Шолохову.

## Современные оценки
Процесс Синявского и Даниэля связывают с началом второго периода демократического (диссидентского) движения в СССР.
По словам историка А. Майсуряна, процесс Синявского-Даниэля стал «рождением оппозиционного движения» в СССР: «маленькая трещинка, пробежавшая в сентябре 1965 года между интеллигенцией и партией, стала стремительно расти, шириться и углубляться… в которую в конечном итоге провалился и социализм, и СССР…»

Диссидент Сергей Григорьянц назвал процесс и его освещение «изощрённой провокацией КГБ», «кампанией по фантастической рекламе этого по сути своей малоинтересного дела», «бешеной рекламной свистопляской, затеянной властями», в результате которой «была создана открытая, легальная, в основном контролируемая и управляемая политическая оппозиция». Григорьянц уточняет: 
А ведь каким гигантским был этот «план Шелепина» и одна из его важнейших частей «Суд над Синявским и Даниэлем», какие фантастические перспективы казалось бы с такой ясностью открывал. Он был сравним с «мировой революцией» Ленина и Троцкого, с планами войн Сталина и в 1939-40 годах и в 1952-53-м.
Сергей Семанов высказывается так: 
Теперь-то ясно, что это был шаг Шелепина и его ставленника на Лубянке Семичастного: вот, мол, до чего довело страну хрущёвское заигрывание с интеллигенцией либерального толка… Конечно, это было несомненное самоуправство органов госбезопасности, они проделали эту операцию самостоятельно, не согласовав её с партийным руководством. <...> Шелепин и Семичастный решили «порулить» сами. Видимо, они надеялись на малозначимость обоих сочинителей, никто, мол, за них не вступится. Они ошиблись, да ещё как! <...> Короче, Шелепин и его сотоварищи своими грубыми действиями спровоцировали опасную для них волну, но они не понимали сути происходящего. <...> Всем понимающим людям стало ясно, что Шелепин и его команда проиграли: поворота в политике не добились, противников своих не запугали, а только пыль подняли.
По мнению Леонида Парфёнова, Шелепин хотел «вернуться к репрессиям» и устроил процесс над Синявским и Даниэлем «ради создания прецедента».
По воспоминаниям диссидента Левитина-Краснова, «Шелепин потребовал тогда 20 тысяч голов».

## Судьбы писателей после освобождения
По воспоминаниям академика Сахарова, первый заместитель Генерального прокурора СССР Маляров ещё в 1967 году обещал, что к 50-й годовщине Октябрьской революции будет широкая амнистия, и Даниэль, так же, как и Синявский, будет освобождён, но, по словам Роя Медведева, в последний момент было принято решение об исключении из амнистии политзаключённых.
8 июня 1971 года Синявский был освобождён досрочно (помилован по инициативе Андропова) и в 1973 году, получив приглашение на работу в Сорбонну, отправился во Францию, где затем остался. При этом официально эмигрантом он не считался и не был лишён советского гражданства.
Даниэль отбыл свой срок полностью, а после освобождения остался в СССР. Сначала он работал в Калуге, затем — в Москве. Печатался только анонимно, под псевдонимом Ю. Петров (в период особого устрожения опубликовал свои переводы из Аполлинера под именем Окуджавы).
17 октября 1991 года в «Известиях» появилось сообщение о пересмотре дел Ульманиса, Тимофеева-Ресовского и Царапкина, Синявского и Даниэля за отсутствием в их действиях состава преступления. К этому моменту Даниэль уже скончался.

## Фильмы
- «Процесс Синявского и Даниэля», документальный фильм (Россия, 2007). Режиссёры Александр Коняшев, Ольга Каменкова-Павлова.